# تنهایی دسته‌جمعی
تنهایی دسته‌جمعی ششمین مجموعهٔ بکتاش آبتین، شاعر، کارگردان و زندانی سیاسی ایرانی است که در سال ۱۴۰۱ به‌چاپ رسید.
این مجموعه — که پس از مرگ شاعر به‌چاپ رسید — اشعار آزاد و منتشرنشدهٔ اوست که به‌دست همسرش مریم یاوری، جمع‌آوری شده‌است.

## مشخصات و درون‌مایه کتاب
بکتاش آبتین در مصاحبه‌هایش از چاپ مجموعه‌ای به نام «تظاهرات یک‌نفره»، شامل ۱۵ شعر بلند اجتماعی-سیاسی و نیز یک سی‌دی شامل دکلمه ۲۵ شعر عاشقانه با صدای خودش و آهنگ‌سازی و تنظیم «مسعود اقبالی» خبر داده بود.
این آثار با زندانی شدن و سپس مرگ نابهنگام او هرگز منتشر نشدند؛ اما همسر او، مریم یاوری، آثار منتشرنشده بکتاش را جمع‌آوری و با نام «تنهایی دسته‌جمعی» توسط نشر ناکجا در پاریس منتشر کرد. این مجموعه، شامل ۱۲۷ شعر در ۱۶۸ صفحه است و اشعار شاعر پس از سال ۱۳۹۲ را دربر می‌گیرد؛ اشعاری که از لحاظ زبانی به کتاب آخر او، «در میمون خودم پدربزرگم» شباهت دارند. همچنین در این کتاب، بارکدی وجود دارد که می‌توان با اسکن آن‌ها شعر را با صدای خود شاعر شنید. بعضی از اشعار متأخرتر این مجموعه در زندان، سروده شده‌است و همسر او، مریم یاوری، از میان دو نام یعنی «آه برهنه» و «تنهایی دسته‌جمعی» -که بکتاش قبل از مرگ از داخل زندان پیشنهاد داده بود-نام دوم را برای این مجموعه برگزید.
تینوش نظم‌جو، ناشر کتاب، گفته که چاپ این کتاب برای بکتاش، اهمیت ویژه‌ای داشته‌است، به‌ویژه که تعدادی از شعرهایش را وقتی سروده که در زندان به‌سر می‌برده‌است.

## نمونه شعر
اگر قرار بود این شعر، چاپ شود
سانسورچی‌ها
چشم‌های تو را آبی می‌نوشتند
هرگز اما این شعر چاپ نشد
چرا که چشم‌های تو
شرابی بودند.